# Heidesee (Holdorf)
Der Heidesee in Holdorf ist ein Baggersee, aus dem Sand für die Aufschüttung des Dammes der unmittelbar an den See angrenzenden A 1 gewonnen wurde. Er dient heute zusammen mit nahe gelegenen Sporteinrichtungen als Freizeit- und Erholungszentrum. Zudem besteht neben dem See ein  Wohnwagen- und Wohnmobilstellplatz. Unmittelbar östlich des Zauns der Heideseeanlage entlang verläuft der 24,1 km lange Kardinalsweg, ein zu Ehren des Kardinals Clemens August Graf von Galen 2018 eingeweihter Pilgerweg.

## Beschreibung
Der am Nordhang der Dammer Berge gelegene Naturbadesee ist ca. 10 Hektar groß und bis zu 15 Meter tief. In dem See befinden sich Aale, große Barsche, Hechte, Karpfen, viele Amerikanische Flusskrebse und einige Algen. Ansonsten ist kaum Bewuchs vorzufinden. An  Sommertagen finden bis zu 3.500 Badegäste Platz am See. Parkplätze stehen für Besucher kostenfrei zur Verfügung.

## Taucher
Der See wird aufgrund des klaren Wassers  von  Hobby- und Sporttauchern aufgesucht. Bei einer Tiefe von bis zu 14 Meter an der tiefsten Stelle, haben Taucher die Möglichkeit Tauchübungen durchzuführen. Dazu  wurde im See ein Schiffswrack sowie ein Autowrack versenkt. Des Weiteren wurde am Boden des Sees eine Tauchplattform aufgebaut, die es den Tauchern ermöglicht, bestimmte Übungen durchzuführen.

## Veranstaltungen
Jährlich findet im und um den See der OLB Triathlon statt. Schwimmen, Laufen und Rad fahren gehören zu den Disziplinen der Teilnehmer.